# Leuchtenberg (mittelalterliches Adelsgeschlecht)

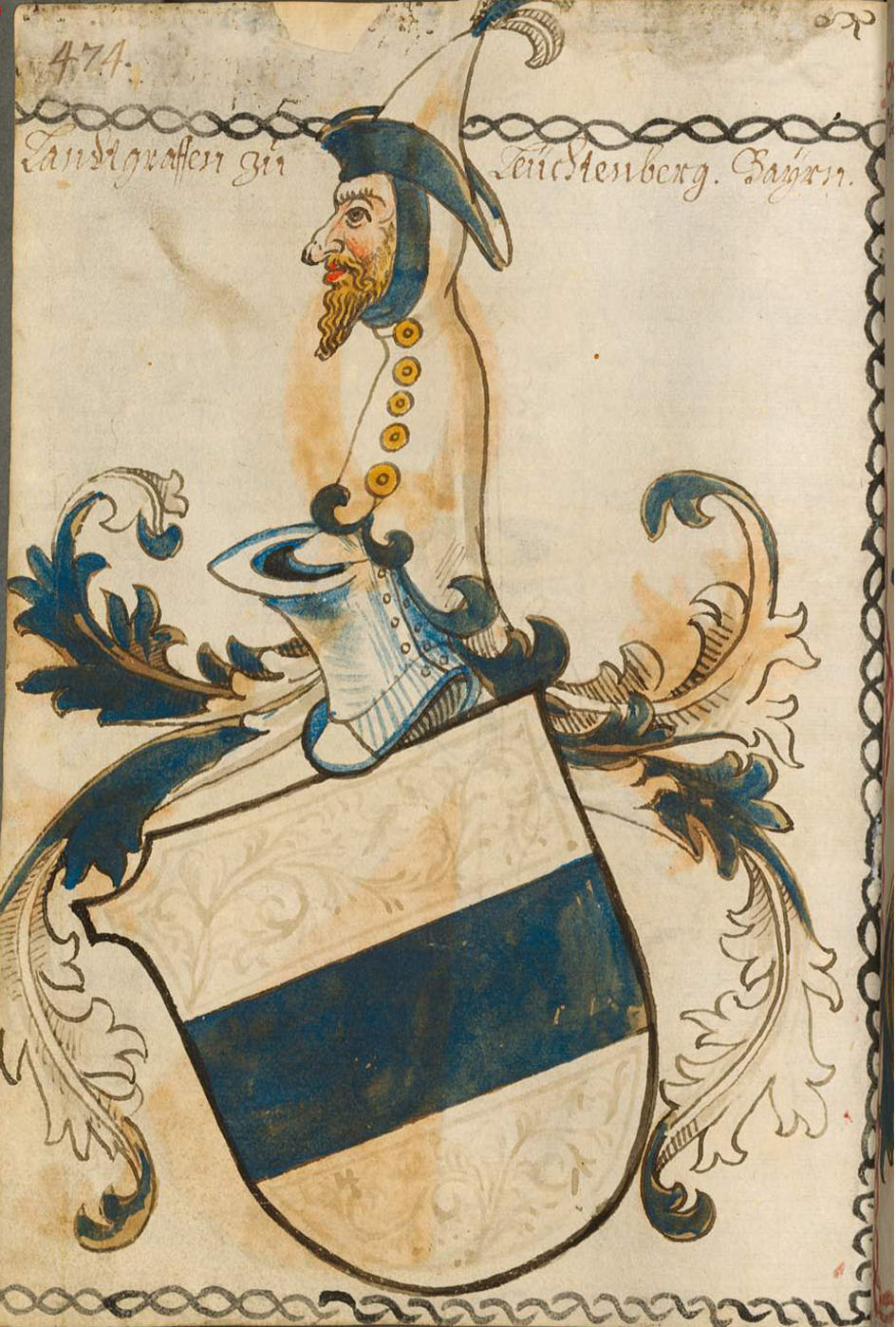
Wappen der Landgrafen von Leuchtenberg

Die Landgrafen von Leuchtenberg waren ein einflussreiches Adels- und Herrschergeschlecht des Mittelalters, das vom 12. bis zum 17. Jahrhundert belegt ist. 1646 erlosch die Familie mit Max Adam. 

## Geschichte
Namensgebenden Stammsitz war Leuchtenberg. Um 1300 errichten sie dort die Burg Leuchtenberg, die 1322 verlassen wurde. Darauf machten sich die Leuchtenberger in Pfreimd ansässig. Die Landgrafschaft Leuchtenberg war das größte nicht-wittelsbachische und nichtgeistliche Territorium auf dem Gebiet des heutigen Freistaats Bayern. 1158 erfolgte die Erhebung der Leuchtenberger in den Grafenstand, 1196 wurden sie zu Landgrafen und im 15. Jahrhundert zu Reichsfürsten mit Sitz im Reichsfürstenrat. Der Einflussbereich der Leuchtenberger reichte weit über die Grenzen ihrer Heimat in der Oberpfalz hinaus. 
Bis zum Erlöschen 1646 führten die Leuchtenberger den Landgrafentitel. Nach dem Aussterben in männlicher Linie 1646 fiel die Landgrafschaft an die Wittelsbacher, da Albrecht VI. von Bayern (1584–1666) seit dem 26. Februar 1612 mit Mechthildis von Leuchtenberg (1588–1634) verheiratet war. Von 1646 bis 1705 wurde die Landgrafschaft Leuchtenberg von ihm und seinen Neffen Maximilian Philipp Hieronymus (1638–1705) regiert. 1705 kam die Landgrafschaft Leuchtenberg an die bayerischen Kurfürsten. Der Titel Landgraf von Leuchtenberg wurde Teil der bayerischen Herrschertitulatur. 1808 erfolgte die endgültige Auflösung der Landgrafschaft Leuchtenburg und Eingliederung in das Königreich Bayern. Das Territorium zählte damals 6500 Einwohner und hatte eine Fläche von etwa 4 Quadratmeilen. In Anregung an die Leuchtenberger erhob König Maximilian I. Joseph am 15. November 1817 seinen Schwiegersohn Eugène de Beauharnais zum Herzog von Leuchtenberg. Sein Territorium war jedoch das 1817 gegründete Fürstentum Eichstätt.

## Liste der Landgrafen von Leuchtenberg
- Gebhardt I. († 1146)

Wurde als erster Leuchtenberger in einer Stiftungsurkunde erwähnt. Er war vermählt mit einer Tochter des Herrn von Pettendorf-Lengenfeld-Hopfenohe und erbte die Herrschaft Waldeck. Gebhard hatte 3 Söhne: Friedrich, Gebhardt II, und Marquad.
- Gebhardt II. (1146–1168)

Begleitete Kaiser Friedrich Barbarossa auf seinem Feldzug nach Italien und wurde von ihm in den Grafenstand erhoben. Er nahm auch an der vierten italienischen Heerfahrt teil.
- Diepold I. (1168–1209)

Erbte 1196 Amt und Titel eines Landgrafen, weilte oft in der Umgebung des Königs Philipp von Schwaben. Nach dessen Tod schloss er sich Otto IV. an und begleitete ihn auf seinem Römerzug, bei dem er 1209 starb. Nach seinem Tod wurde die Landgrafschaft aufgeteilt.
- Gebhardt III. (1209–1244)

Bekam Burg und Herrschaft Waldeck in der Oberpfalz und war mit der Tochter des Burggrafen von Nürnberg vermählt.
- Diepold II. (1209–1259)

Bekam Leuchtenberg und war wohl mit Friedrich II. auf dem fünften Kreuzzug 1228. Außerdem war er an mehreren Italienzügen beteiligt und bekam das Geleitrecht innerhalb seiner Landgrafschaft.
- Friedrich II. (1244–1284)

Sohn Gebhardts III., ihm fiel Leuchtenberg wieder zu. Kaufte seinem Bruder Gebhardt IV. (1244–1279) die gemeinsame Herrschaft Waldeck ab und verkaufte sie später (1283) weiter an Herzog  Ludwig von Bayern. Beide Brüder hatten Gemahlinnen aus dem Haus Ortenburg.
- Gebhardt VI. (1279–1293)

Sohn Gebhardts III., setzte die Linie der Landgrafen fort. In seine Zeit fielen Verpfändung und Verkauf von Burg Wernberg, Schloss und Berg Kulm, sowie der wichtigen Herrschaften Waldeck und Falkenberg. Außerdem wurden Reichslehen und Stiftslehen zurückgegeben.
- Ulrich I. (1293–1334)

Gewann die veräußerten Güter wieder zurück. Außerdem erwarb er Schwarzenburg, Rötz und Waldmünchen, Reichenstein und Schönsee sowie die Burg Pfreimd, die spätere Residenz. An der Seite Ludwigs des Bayern besiegte er in der Schlacht bei Mühldorf 1322 Friedrich den Schönen. Friedrich wurde Gefangener in der Burg Trausnitz im Tal.
König Johann von Böhmen ernannte Ulrich zum Gesandten am päpstlichen Hofe zu Avignon. Er hinterließ unter anderem die Tochter Kunigunde, die als Weiße Frau in deutsche Sagen einging.
Unter Ulrichs minderjährigen Söhnen fand wieder eine Landesteilung statt.
- Johann I. (1334–1407) erhielt den Osten der Landgrafschaft. Nach ihm wurde das Landgraf-Leuchtenberg-Gymnasium in Grafenau benannt, da er das Stadtrecht für Grafenau erwirkte.
- Ulrich II. (1334–1378) erhielt den Westen der Landgrafschaft.

Beide Brüder teilten sich gemeinsam die Herrschaft im Süden, erwarben die Herrschaft Grafenwöhr und Waldsassen und machten eine reiche Erbschaft: 1375 fiel an sie die Grafschaft Hals  bei Passau. Außerdem legten sie den Pfrentschweiher an, der 1840 trockengelegt wurde und noch in Umrissen zu sehen ist. Gemeinsam mit Kaiser Karl IV. machten sie Reisen nach Avignon und Paris. Karl gestattete ihnen 1361 die Münzprägung in Rothenburg ob der Tauber und Bergwerksprivilegien in ihren böhmischen Lehen. Auch waren die beiden Landgrafen Friedensstifter, aber auch strenge Kriegsherren an der Seite des Kaisers. 1379 wurde Johann I. Obermarschall des Stiftes Passau, 1402 Pfleger in Niederbayern und Stifter von Kirche (1389) und Kloster St. Oswald (1396). König Wenzel ernannte ihn zum Hauptmann seiner Lande in Bayern, Franken und Egerland. Johann von Straubing-Holland und Albrecht von Lüttich bestellten ihn zum Statthalter. 1400 erhielt Johann I. von König Wenzel die Herrschaft Weiden und Parkstein. 1388 verpfändeten die Grafen von Hohenlohe die Stadt Crailsheim an die Landgrafen von Leuchtenberg. Die Leuchtenberger verkauften Crailsheim aber bereits 1399 an die Burggrafen von Nürnberg.
- Albrecht I. (1378–1404)

Der Sohn Ulrichs II., der in Pfreimd und Leuchtenberg residierte, hatte sich ab 1390 mit den Zengern in eine blutige Fehde eingelassen, und war mit Pfalzgraf Ruprecht II. von der Pfalz vor deren Burg Thannstein gezogen.
- Johann III. († 1458)

Der Enkel Johanns I. trat nach dem frühen Tod seines Vaters Sigost († 1398) (dieser war verheiratet mit Mechthild, der Tochter von Ruprecht II. von der Pfalz) und seines Onkels, Johann II. († 1390), das Erbe im westlichen Landesteil an. Dabei musste er dem Sohn von Johann II., Georg I., und seinem Bruder Georg II. eine jährliche Leibrente zugestehen, um allein auf den Besitzungen zu verbleiben. In Geldnöte brachte ihn auch eine Fehde mit den Zengern, nach der Niederlage bei Schöntal musste er nach langen Verhandlungen den größten Teil der Kosten tragen; er hatte sich Leute von den Herren von Plauen und Greiz werben lassen. Auch mit dem Böhmenkönig Wenzel kam er wegen Nichtzahlung von Schulden an die Landgrafschaft 1412 in Fehde, aber Kaiser Sigismund vermittelte Frieden.
Durch all diese Fehden wurden schließlich Pleystein, Grafenwöhr, Reichenstein, Schönsee, Parkstein und Weiden, Herrschaft Neuhaus und Teile der Grafschaft Hals verpfändet. Johann III. hatte damit alle Besitzungen seiner Linie verloren und wurde nach der Verpfändung seines letzten Sitzes Neuhaus 1423 Verweser des wittelsbachischen Niederbayerns.
- Leopold (1404–1463)

Die Landsknechte des Nachfolgers Albrecht I. überfielen am 9. Dezember 1413 Kaufleute zwischen Weißenstadt und Eger. Leopold musste wohl deshalb Schloss Stierberg an Pfalzgraf Johann verkaufen.
Bei den Kämpfen gegen die Hussiten konnte er sich bewähren und stellte Sigismund Pferde und Männer. Leopold rettete ihm dadurch Schloss Karlstein. Leopold sollte fortan jährlich 600 Gulden bekommen, Sigismund schuldete ihm aber auch immer noch eine gewaltige Geldsumme. 1433 wurde er Hauptmann des Aingehürns und später kurpfälzischer Statthalter in Amberg. Außerdem baute er die Burg Leuchtenberg weiter aus.
Die Landgrafen durften nun den Fürstentitel führen und hatten Sitz und Stimme im Reichstag des Heiligen Römischen Reiches zwischen Baden und Anhalt. Leopolds Mutter Elisabeth von Oettingen (auch Elisabeth von Leuchtenberg, † 9. Juli 1406), war eine Hofdame und weitläufige Verwandte des Pfälzer Kurfürsten und deutschen Königs Ruprecht III. Auch unter Leopolds Söhnen fand wieder eine Landesteilung statt.
- Friedrich V. (1436–1487) war Herr von Leuchtenberg
- Ludwig I. (1463–1486) Herr von Hals.

Im Jahr 1486 verkaufte der ledig gebliebene Ludwig die Grafschaft Hals für eine Leibrente an die Aichberger. Friedrich vermählte sich 1467 mit Dorothea, Tochter des Grafen Philipp von Rieneck, Erbin der Herrschaft Grünsfeld in Nordbaden. 1487 fiel die Herrschaft an Leuchtenberg. Friedrich war unter anderem Statthalter in Amberg, Landrichter in Sulzbach und Pfleger in Auerbach.
- Johann IV. (1487–1531)
- Georg III. (1531–1555)
- Ludwig Heinrich (1555–1567) hielt mit der Heirat von Mechthild, Tochter des Grafen Rupert von der Mark und Arenberg die Finanzen in Ordnung. 1549 bekam er 40.000 Gulden Heiratsgut. Er gewährte seinen Untertanen Religionsfreiheit, obwohl er selbst katholisch blieb.
- Georg IV. Ludwig (1567–1613)
- Wilhelm (1614–1621)
- Maximilian Adam (1621–1646)

## Wappen

### Stammwappen
Das Stammwappen der Landgrafen von Leuchtenberg zeigt in Silber einen blauen Querbalken. Auf der Helmkrone befindet sich ein wachsender Mann ohne Arme mit weißem Rock und hoher weißer Mütze, die eine blau verbrämte Quaste hat. Die Haare sind in einen Zopf geflochten und mit einem blauen Band umwunden.

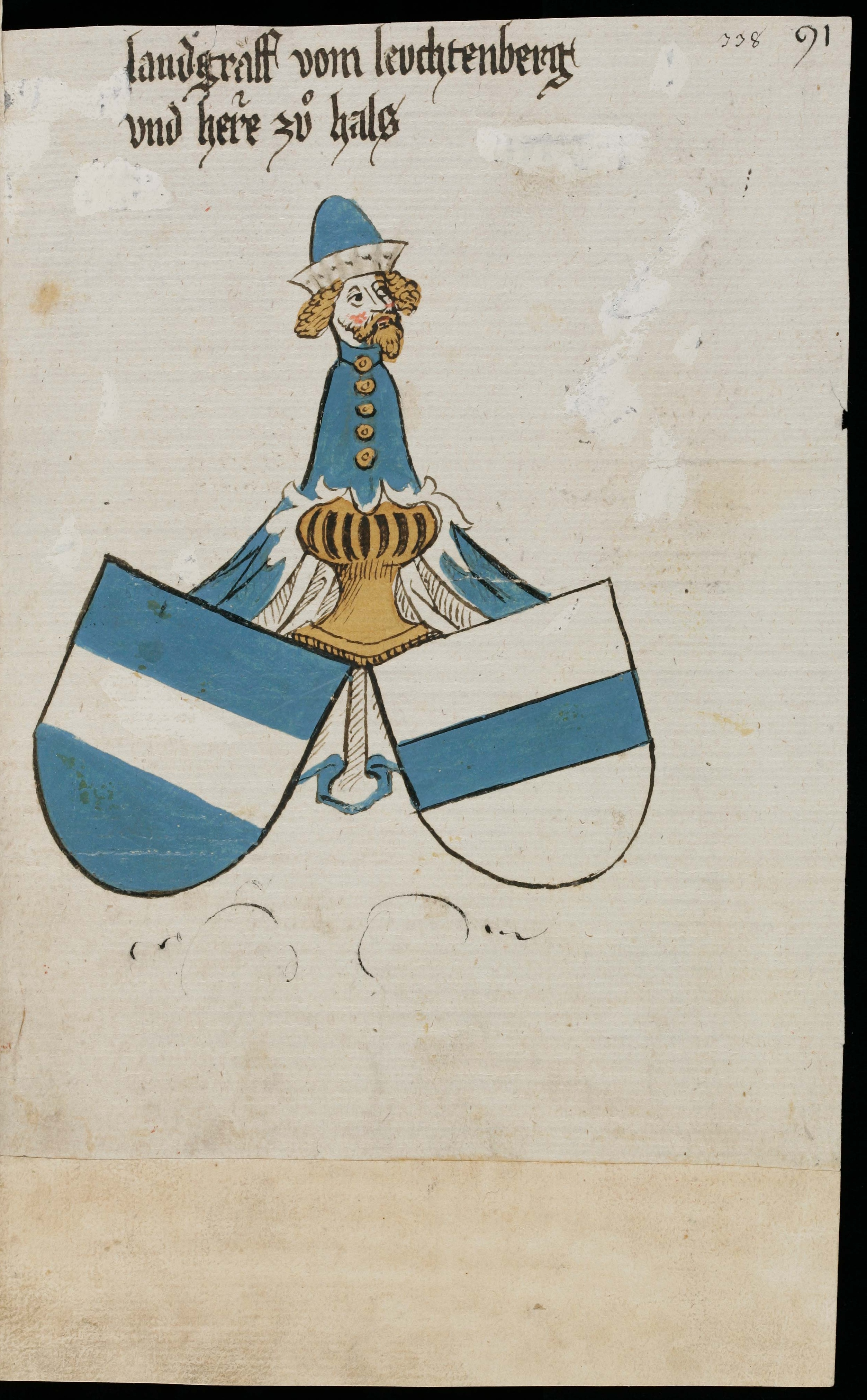
Wappenbuch Rösch, 15. Jahrhundert
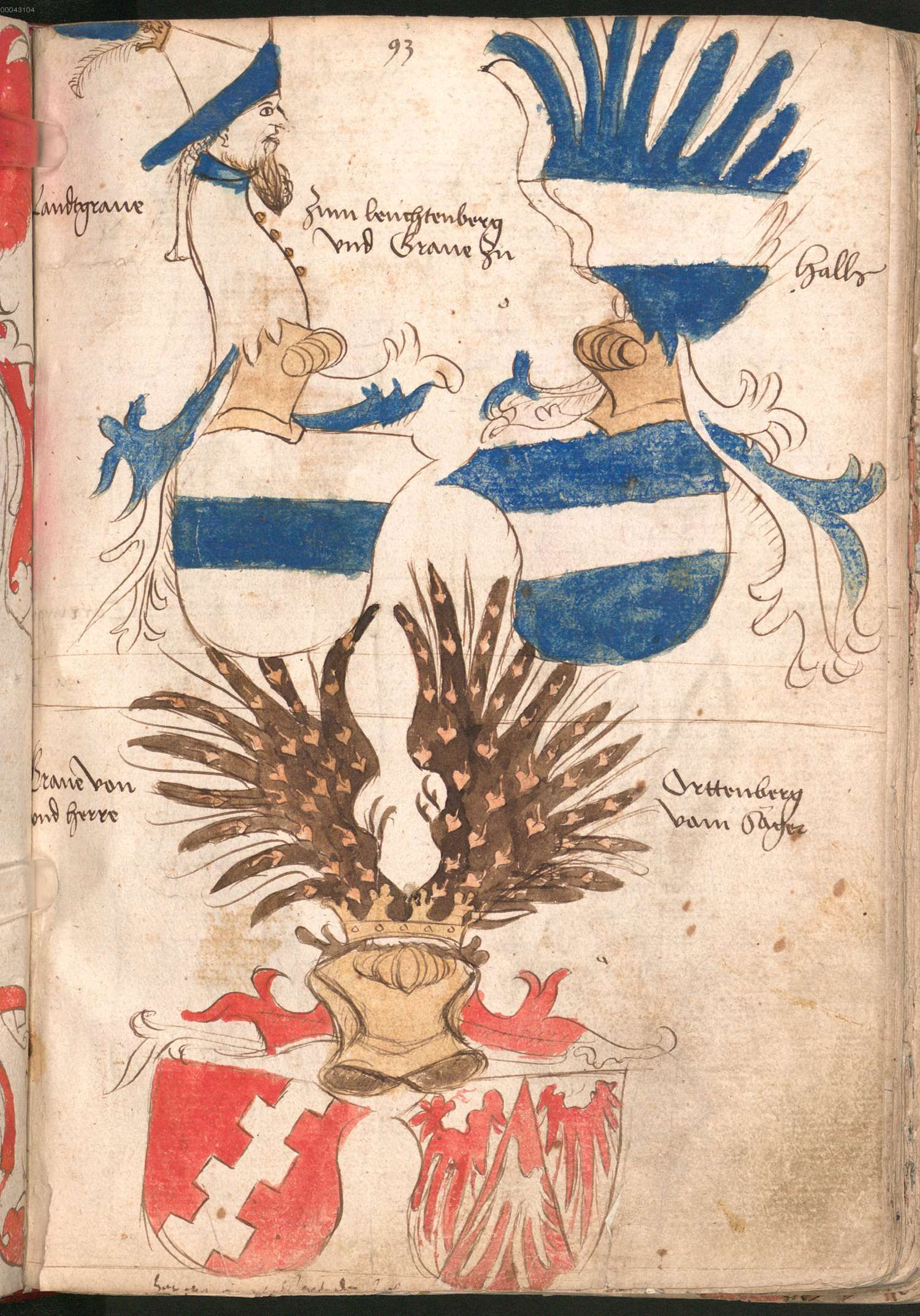
Wernigeroder Wappenbuch, 4. Viertel 15. Jahrhundert
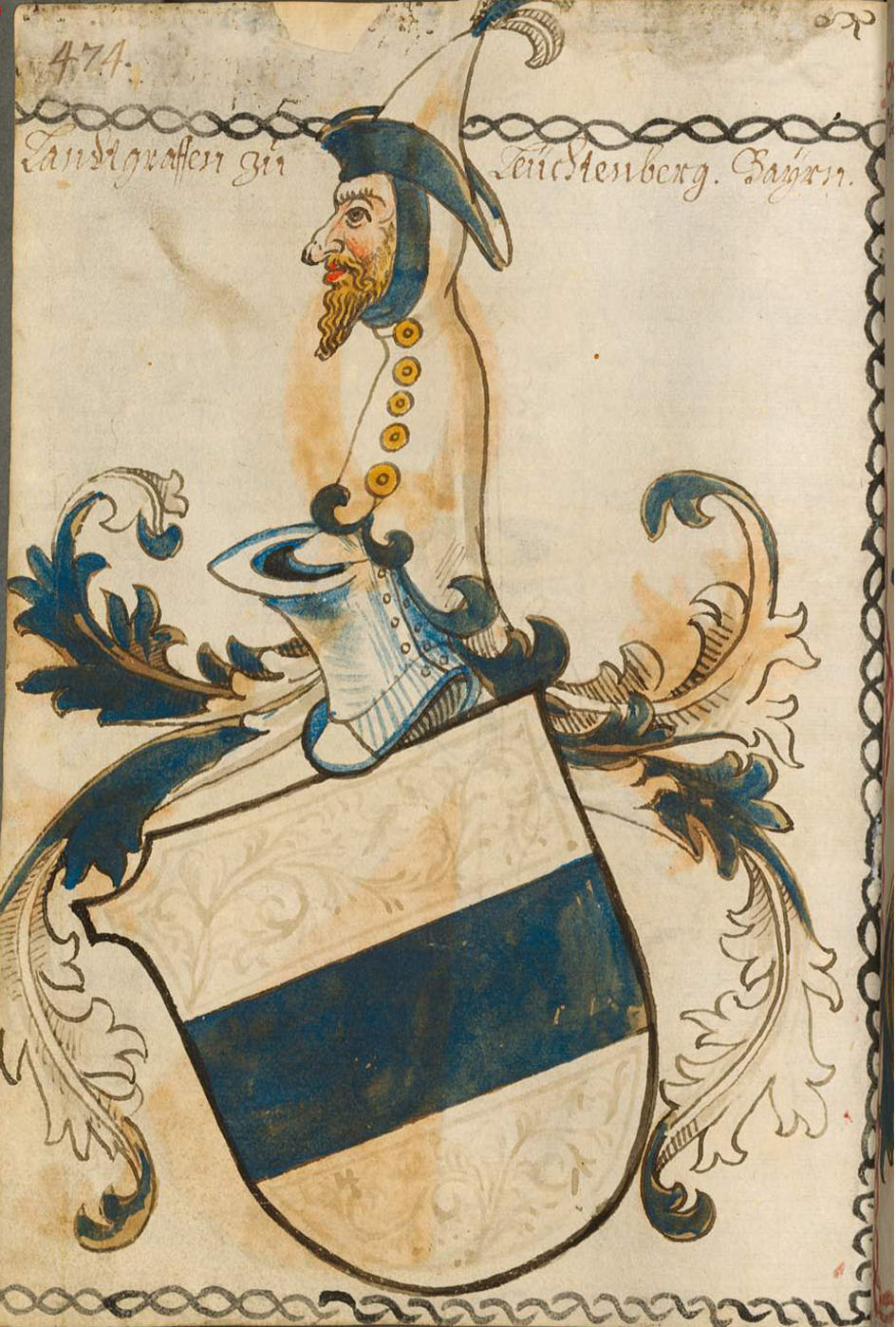
Scheiblersches Wappenbuch, 2. Hälfte 15. Jahrhundert
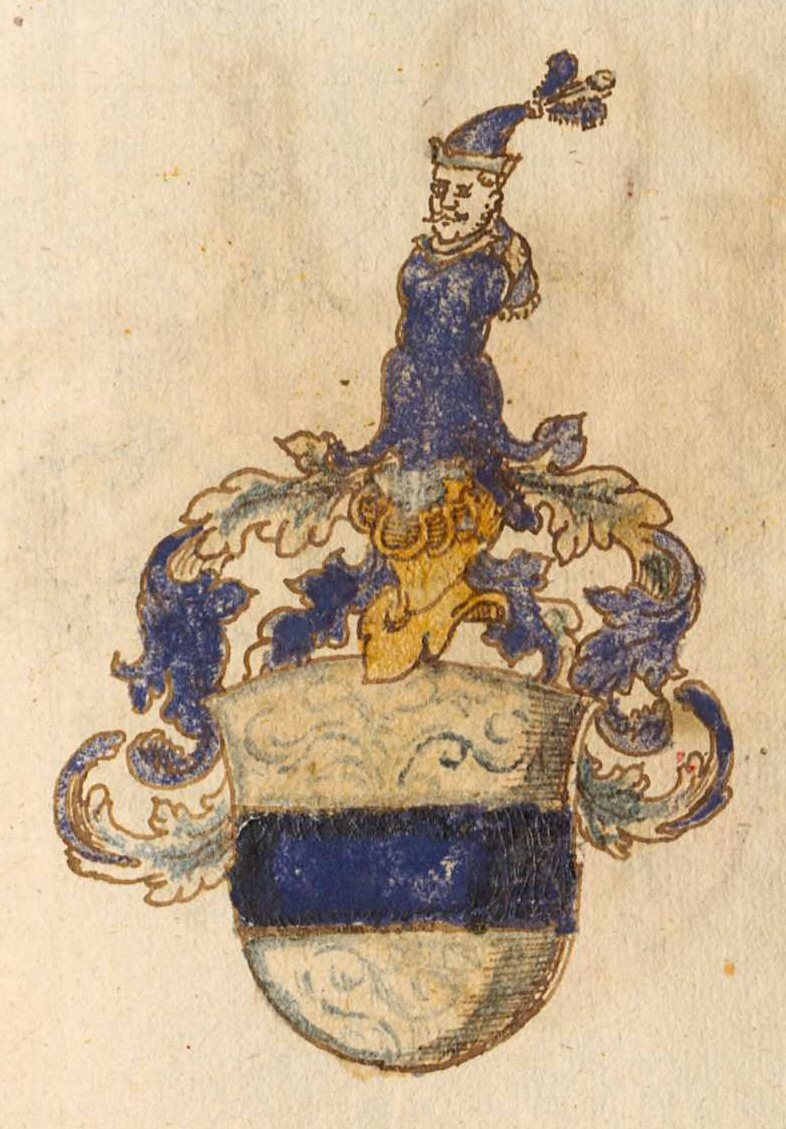
Wappenzeichnung 1594
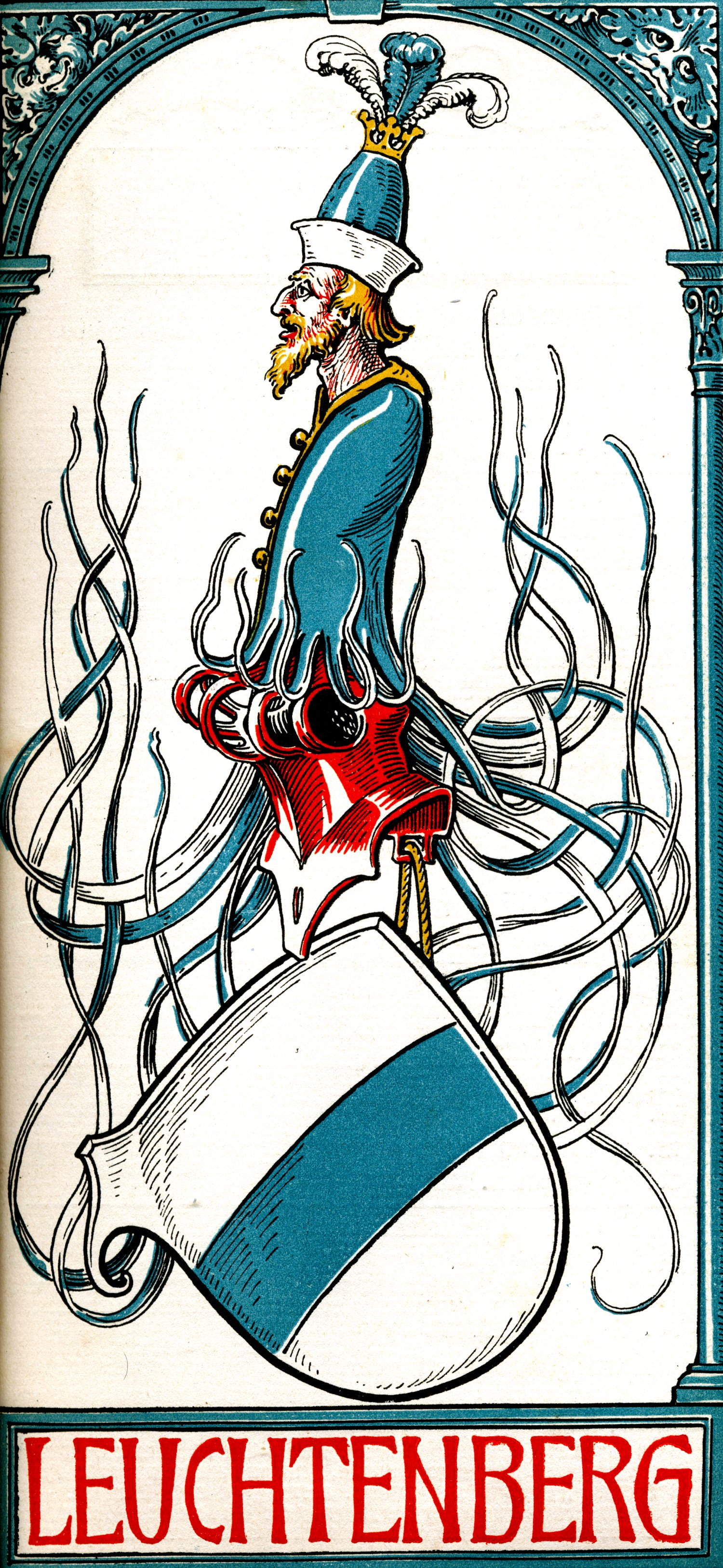
Wappenzeichnung von Otto Hupp, spätestens 1909

### Kommunalwappen
Elemente aus dem Wappen der Leuchtenberger erscheinen heute in Kreis-, Stadt- und Gemeindewappen des früheren Territoriums der Leuchtenberger.

Landkreis Neustadt an der Waldnaab
Landkreis Tirschenreuth
Bechtsrieth
Leuchtenberg
Pirk
Schirmitz

## Belege
1. ↑  Leuchtenberg. In: Herders Conversations-Lexikon. 1. Auflage. Band 3. Herder, Freiburg im Breisgau 1855, S. 753–754 (Digitalisat. zeno.org).
2. ↑  Christoph Maier: Geschichte der Landgrafen und Herzoge von Leuchtenberg, München 1841, S. 16. Digitalisat